# Serra de Sant Adrià
La Serra de Sant Adrià és una serra del terme municipal de Tremp, antigament del de Gurp de la Conca, a l'antic termenal amb el terme de Sapeira. Aquesta serra fa de partió de la conca de la Noguera Pallaresa de la de la Noguera Ribagorçana. Per tant, separaria les comarques del Pallars Jussà, a llevant, de l'Alta Ribagorça, a ponent. Ara bé, en haver-se agregat el terme ribagorçà de Sapeira al pallarès de Tremp, aquesta serra queda englobada administrativament del tot en el Pallars Jussà.
El seu cim més alt és el Pui de Boix, de 1.281,2 m. alt., situat al centre de la serra.
Per la carena de la Serra Mitjana discorre la pista rural, sense asfaltar, no sempre en bon estat, que comunica Claramunt, amb la pista que va de Talarn i Gurp a Esplugafreda, Sapeira, Areny de Noguera i la resta de pobles ribagorçans del terme de Tremp.

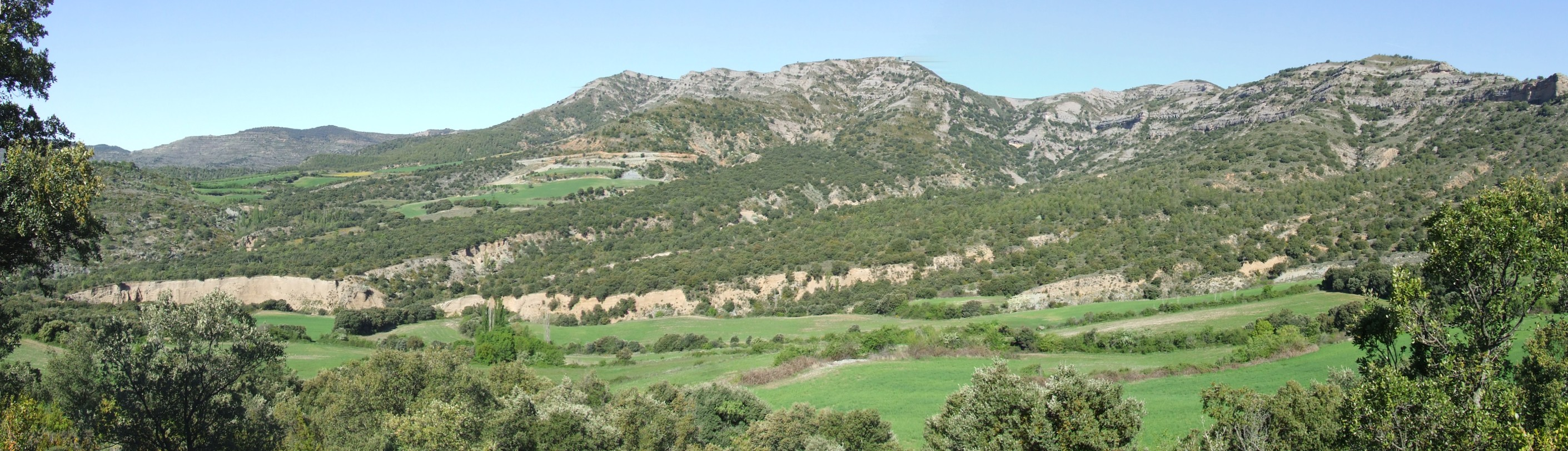
La Serra de Sant Adrià, al centre de la fotografia, i la Serra Mitjana, amb Montibarri a la dreta